# .pg
Pour les articles homonymes, voir PG.
.pg est le domaine de premier niveau national (country code top level domain : ccTLD) réservé à la Papouasie-Nouvelle-Guinée.